# Consell Assessor Europeu de Recerca
El Consell Assessor Europeu de Recerca (EURAB) és el comitè consultiu de recerca europea. És un comitè d'alt nivell, independent, creat per la Comissió Europea per assessorar en el disseny i la posada en pràctica de la política de recerca de la Unió Europea. EURAB consta de 45 experts de països d'UE i de fora de la UE. EURAB centra el seu objectiu en la realització de l'àrea de recerca europea i l'ús dels instruments de la política com ara els programes de base de la IDT de la comunitat. EURAB aconsella i opina sobre temes específics, que publiquen a petició de la Comissió o per pròpia iniciativa. El Consell té llibertat per cooperar amb les organitzacions i les institucions interessades en la recerca europea, crear grups de treball en temes específics i consultar amb altres experts que podrien enriquir la seva reflexió. Horst Soboll és l'actual director d'EURAB, estant des de 2001 a 2005 Helga Nowotny.